# Helanke
Helanke su vrsta tesnog odevnog predmeta od elastičnog materijala koji prekriva noge. Namena im je da zadrže telesnu toplotu u nogama, da zaštite od trenja tokom fizičkih aktivnosti i nose se kao dekorativni ili modni odevni predmet.
Prvobitno su se helanke sastojale od dve odvojene nogavice, a danas se pod helankama podrazumevaju uske pantalone koje se protežu od struka do članaka. Ponekad odozdo imaju elastičnu traku ili potpuno zatvaraju stopalo. Postoje i kraći modeli, tzv. 7/8 i 3/4 (kapri).
Muškarci i žene ih podjednako nose za vežbanje (gimnastika, aerobik, trčanje, vožnja bicikla), dok ih u ostalim prilikama obično nose samo žene. Mogu se nositi samostalno, delimično prekrivene suknjom, dužom majicom ili kratkim pantalonama ili potpuno pokrivene npr. dugačkom suknjom.
Savremene helanke obično su napravljene od mešavine spandeksa, najlona, pamuka i poliestera, ali mogu biti vunene, svilene ili od drugih materijala (npr. od kože ili lateksa). Dostupne su u raznovrsnim bojama i dekorativnim ukrasima.

## Istorija
Žene i muškarci su da bi se ugrejali i zaštitili kroz vekove nosili helanke u različitim oblicima i pod različitim imenima. Pletene razdvojene nogavice, koje su tokom perioda renesanse u Evropi nosili muškarci, predstavljaju jedan od oblika helanki. Američki starosedeoci su nosili razdvojene nogavice od jelenske kože, koje su kasnije usvojili lovci, traperi i gorštaci.
Kauboji su nosili nogavice od jelenske kože radi zaštite od trenja prilikom jahanja, zbog zaštite pantalona i od ujeda životinja kao što su zmije i insekti. U mnogim zemljama, posebno u hladnijim, žene i muškarci nastavljaju da nose vunene helanke i u današnje vreme, kao dodatni spoljni sloj da bi se ugrejali.
Helanke u vidu tesno pripijenih pantalona, odnosno tesnije verzije kapri pantalona koje se završavaju na pola lista ili blizu članka, našle su svoj put do mode šezdesetih godina prošlog veka. Nošene su sa širokim pojasom na sandale ili baletanke. Modni dizajner Patricija Fild tvrdila je da je kasnih sedemdesetih godina prošlog veka izmislila savremene helanke za žene.
Početkom osamdesetih godina prošlog veka opšti modni trend nošenja garderobe za vežbanje u svim prilikama evoluirao je zajedno sa fitnes-groznicom i pod uticajem filma Flešdens. Ranih devedesetih godina prošlog veka helanke su se u nekim delovima SAD i sveta prodavale više od džinsa, nošene su ispod prevelikih majica i džempera. Tokom devedesetih godina moda je helankama okrenula leđa.

## Savremene helanke
Helanke su se u modu vratile 2005. godine i od tada se nose u svim kombinacijama, ispod širokih, dugačkih džempera, kratkih sukanja, haljina, pa čak i pantalona. Sandale na štiklu, baletanke ili sportske patike su danas uobičajena obuća u kombinaciji sa helankama. Neprovidne crne helanke se mogu nositi samostalno i tada su butine potpuno otkrivene, a ponekad se vidi i linija donjeg veša.
Današnje helanke su najčešće izrađene od mešavine pamuka i spandeksa (ili pamuka, spandeksa i poliestera) i udobne su za svakodnevno nošenje. Pamučne helanke su dostupne u velikom broju boja i dezena, ali najčešće su crne, teget i sive. Helanke napravljene od mešavine najlona i spandeksa (90% najlon, 10% spandeks) su pogodne za vežbanje i sjajnije su od pamučnih. Neke imaju reflektujuće detalje radi veće sigurnosti na ulici i to ih jasno izdvaja kao sportsku garderobu.
Muškarci sve više nose helanke kao dugački donji veš i tokom fizičkih aktivnosti kao što su šetanje ili trčanje. Modni trend helanki za muškarce predstavljen je u modnim kolekcijama za proleće/leto 2011. godine, a predviđeno je da se nose ispod kratkih pantalona ili ispod velikih, vrećastih ili dugačkih majica.

### Sjajne helanke
Krajem prethodne decenije nakon najave kreatora modnih trendova pojavile su se veoma sjajne helanke koje imitiraju sjaj metala (eng. lamé), kože (eng. leather-look), gume ili imaju tzv. mokri sjaj (eng. wetlook). Promovisali su ih vodeći modni dizajneri, a popularizaciji su doprinele poznate glumice i pevačice.
Napravljene su od mešavine najlona i spandeksa i dostupne su u velikom broju boja i dezena, ali su najčešće crne, srebrne i zlatne. S obzirom na to da svojim sjajem privlače pažnju, dobre su za izlaske.

### Džeginsice
Džeginsice su novija podvrsta helanki koje od farmerki preuzimaju osobine kao što su boja, dezen i obojeni šavovi, pa su tako i dobile naziv (eng. leggings + jeans = jeggings). Neki modeli imaju našivene ili iscrtane džepove i patent-zatvarače.

## Sport i helanke
Helanke se svih ovih godina nezavisno od modnih trendova nose tokom sportskih aktivnosti, za vežbanje, trčanje, plesanje, po hladnom vremenu ispod suknji navijačica ili fudbalerskih šorceva. Napravljene su od izdržljivih sintetičkih materijala, koji zadržavaju telesnu toplotu, ali omogućavaju koži da diše. Nose ih i muškarci i žene.